# Noccaea praecox
Noccaea praecox (талабан ранній як Thlaspi praecox) — вид рослин з родини капустяних (Brassicaceae), поширений у Євразії від пд.-сх. Франції до Казахстану.

## Опис
Стеблові листки дуже дрібнозубчасті, довгасті, з вушками. Стручечки 5–6 мм довжиною, поздовжньо-обернено-серцеподібні.

## Поширення
Поширений у Євразії від південно-східній Франції до Казахстану.
В Україні вид зростає на степах, на схилах, скелях і суходільних луках — у Лісостепу і Степу (головним чином на Правобережжі); у гірському Криму (від Севастополя до Карадага), часто.